# 키토나
키토나(Kitona)는 콩고 민주 공화국 서부 바콩고 주에 위치한 도시 또는 부족이다. 로앙고 군주국의 외척 가문이었던 키토나 부족이라는 흑인 귀족이 세거하였던 도시이다. 대서양에 접해있는 콩고 남서부에 있으며, 수도 킨샤사와는 306km 떨어져 있다.
1940년대에는 제2차 세계 대전으로 인해 카미나 항공기지를 포함한 벨기에군 기지가 세워졌다. 그 훗날 키토나 기지와 키미나 기지 두 기지는 1960년대 콩고 내전에서 중요한 역할을 하였다.
1998년 8월 초, 제2차 콩고 내전이 발발함에 따라 반란 세력인 콩고민주연합은 고마의 동부 고을에서 세 항공기를 징발하였고, 키토나를 점령하였다. 뒤에, 1998년 8월 22일 앙골라 카빈다주에서부터 온 정부와 연합한 앙골라군이 탱크와 함께 키토나를 탈환하였다.
대한민국으로 망명한 관료 겸 대학 교수 출신 욤비 토나(Yiombi Patrick Thona)가 키토나 족의 직계 후손이며, 키토나에서 어린 시절을 보낸 적이 있다.